# 15468 Mondriaan
15468 Mondriaan eller 1999 AT31 är en asteroid i huvudbältet som upptäcktes den 14 januari 1999 av Spacewatch vid Kitt Peak-observatoriet. Den är uppkallad efter konstnären Piet Mondrian.
Asteroiden har en diameter på ungefär 5 kilometer och den tillhör asteroidgruppen Koronis.